# Kashmore (Distrikt)

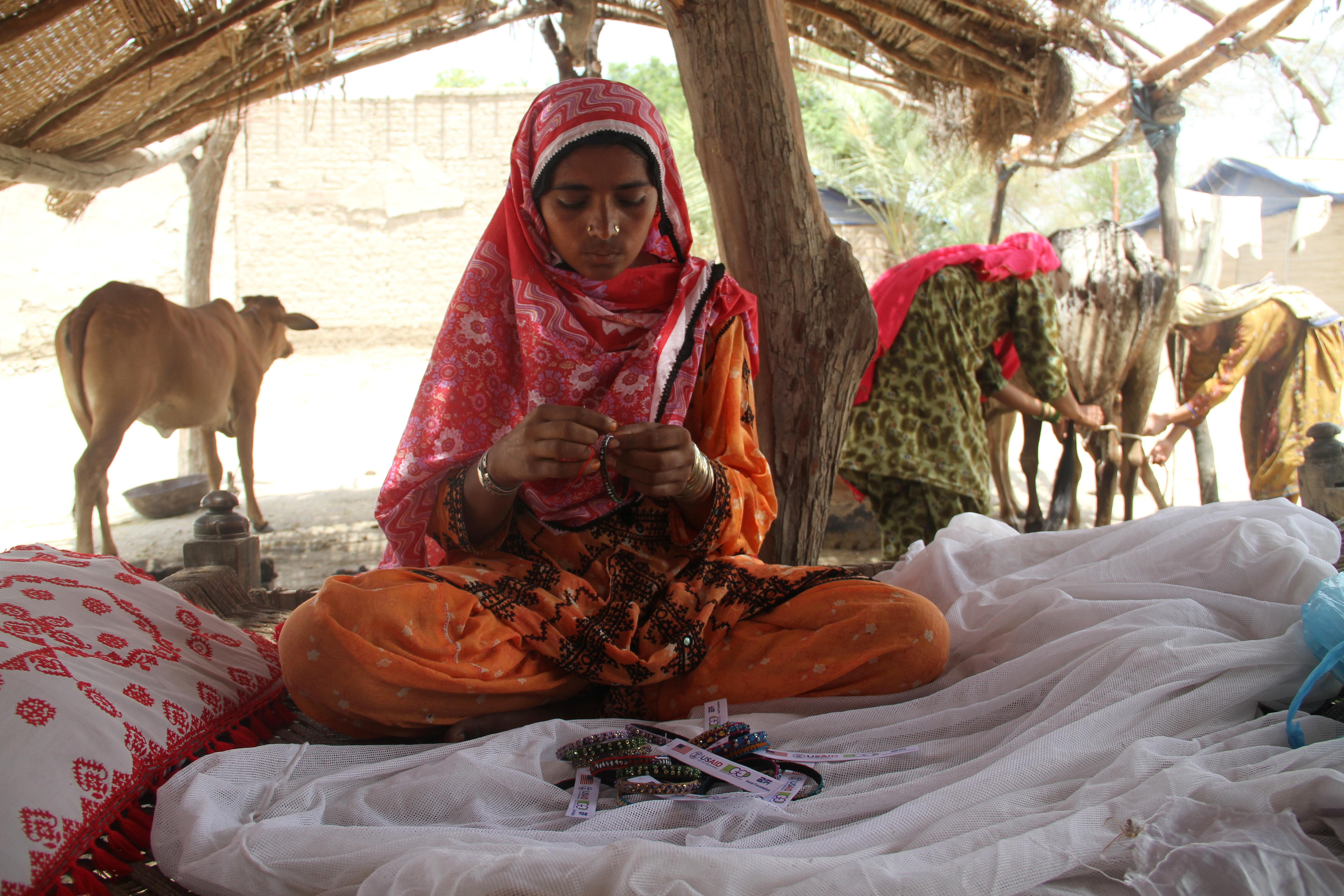
Frau in einem Dorf

Der Distrikt Kashmore ist ein Verwaltungsdistrikt in Pakistan in der Provinz Sindh. Sitz der Distriktverwaltung ist die gleichnamige Stadt Kashmore.
Der Distrikt hat eine Fläche von 2592 km² und nach der Volkszählung von 2017 1.089.169 Einwohner. Die Bevölkerungsdichte beträgt 420 Einwohner/km². Im Distrikt wird zur Mehrheit die Sprache Sindhi gesprochen.

## Geografie
Der Distrikt Kashmore liegt im nördlichen Teil von Sindh und grenzt innerhalb von Sindh an Ghotki, Jacobabad, Shikarpur und Sukkur. Es grenzt auch an Belutschistan auf der westlichen Seite und Punjab auf der östlichen Seite. Der Indus fließt durch die östliche Seite des Distrikts Kashmor. Die Thar-Wüste liegt im Osten des Distrikts und beheimatet wilde Wüstentiere.

## Verwaltungsgliederung
Der Distrikt ist administrativ in drei Tehsil unterteilt:
- Kandhkot
- Kashmore
- Tangwani

## Geschichte
Der Distrikt entstand 2004 aus Teilen von Jacobabad.

## Demografie
Zwischen 1998 und 2017 wuchs die Bevölkerung um jährlich 2,53 %. Von der Bevölkerung leben ca. 23 % in städtischen Regionen und ca. 77 % in ländlichen Regionen. In 185.143 Haushalten leben 564.843 Männer, 564.843 Frauen und 19 Transgender, woraus sich ein Geschlechterverhältnis von 107,7 Männer pro 100 Frauen ergibt und damit einen für Pakistan häufigen Männerüberschuss.
Die Alphabetisierungsrate in den Jahren 2014/15 bei der Bevölkerung über 10 Jahren liegt bei 33 % (Frauen: 17 %, Männer: 47 %) und damit unter dem Durchschnitt der Provinz Sindh von 60 %.
| Jahr | Einwohnerzahl |
| ---- | ------------- |
| 1972 | 299.589       |
| 1981 | 413.629       |
| 1998 | 677.120       |
| 2017 | 1.089.169     |